# Дзержаново (Маковський повіт)
Дзержаново (пол. Dzierżanowo) — село в Польщі, у гміні Шелькув Маковського повіту Мазовецького воєводства.
Населення — 271 особа (2011).
У 1975-1998 роках село належало до Остроленцького воєводства.

## Демографія
Демографічна структура станом на 31 березня 2011 року:
|          | Загалом | Допрацездатний вік | Працездатний вік | Постпрацездатний вік |
| -------- | ------- | ------------------ | ---------------- | -------------------- |
| Чоловіки | 141     | 29                 | 100              | 12                   |
| Жінки    | 130     | 22                 | 76               | 32                   |
| Разом    | 271     | 51                 | 176              | 44                   |